# Supercoupe d'Espagne de football 1999
Navigation
Supercoupe d'Espagne 1998 Supercoupe d'Espagne 2000
La Supercoupe d'Espagne 1999 (en espagnol : Supercopa de España 1999) est la quatorzième édition de la Supercoupe d'Espagne, épreuve qui oppose le champion d'Espagne au vainqueur de la Coupe du Roi. Disputée en match aller-retour les 8 août 1999 et 15 août 1999, l'épreuve est remportée par le Valence CF aux dépens du FC Barcelone sur le score cumulé de 4 à 3.
Il s'agit du premier titre du Valence CF dans cette compétition. 

## Compétition
| Vainqueur Coupe | Aller | Score | Retour | Champion en titre |
| --------------- | ----- | ----- | ------ | ----------------- |
| Valence CF      | 1 - 0 | 4 - 3 | 3 - 3  | FC Barcelone      |